# Dominique Lapierre
Dominique Lapierre (ur. 30 lipca 1931 w Châtelaillon-Plage, zm. 4 grudnia 2022) – francuski pisarz i działacz społeczny. W swoich książkach zajmował się tematyką broniąca idei humanizmu.

## Życiorys
Kilka książek napisał z przyjacielem Larry Collinsem (znajomość z amerykańskim żołnierzem od czasu służby w wojsku w Paryżu przemieniła się w przyjaźń trwającą do śmierci Amerykanina w 2005). Razem napisali popularnonaukową książkę o wyzwalaniu Paryża (sfilmowany przez René Clémenta Czy Paryż płonie?) i cieszącą się światową sławą Noc wolności, opisującą w oparciu o fakty rok przygotowujący Indie do wyzwolenia się spod okupacji brytyjskiej w 1947 roku i towarzyszącą temu tragedię podziału subkontynentu na Indie i Pakistan. Podobnie inne książki napisane w duecie dotyczą najnowszej historii, np. ...Ou tu porteras mon deuil, ich debiut z 1968 roku przedstawia życie sieroty wojny domowej w Hiszpanii lat 30., który wzbogaca się na walkach byków, a O Jérusalem z 1972 opisuje pierwszą wojnę izraelsko-arabską. Thriller z 2004 Czy Nowy Jork płonie? zajmuje się tematyką międzynarodowego terroryzmu po ataku na World Trade Center w 2001 roku.
We współpracy z Javier Moro w książce z 2001 roku Il était minuit cinq à Bhopal (tj. Pięć minut przed północą w Bhopal) podejmuje temat katastrofy w Bhopalu. Indiom poświęca też książkę opisującą pomoc udzielaną w kalkuckich slumsach (sfilmowane Miasto radości). Pomoc Indiom jest nie tylko przedmiotem jego literackiej działalności. Z funduszy uzyskanych za publikację książek D. Lapierre w 1981 roku założył fundację na rzecz chorych na trąd dzieci z Kalkuty. Współpracował z Matką Teresą. Pozwoliła mu ona na tworzenie filmu o niej i założonym przez nią zakonie Misjonarek Miłości In The Name of God’s Poor, z Geraldine Chaplin w głównej roli. Zajmował się pomocą ludziom w Indiach, walcząc z gruźlicą w wioskach.
Współpracował z poślubioną w 1980 roku Dominique Conchon-Lapierre.

## Twórczość
- La Cité de la Joie, 1985 (Miasto radości 1990, sfilmowane w 1992 przez Rolanda Joffé Miasto radości z Patrickiem Swayze)
- Plus grands que l’amour, 1990
- Mille soleils (1997)

### We współpracy zLarrym Collins
- ...Ou tu porteras mon deuil, 1968
- Cette nuit la liberté, 1975 (Noc wolności 1992)
- Paris brûle-t-il?, 1965 (Czy Paryż płonie?, sfilmowane)
- O Jérusalem, 1972 (sfilmowane w 2006, reż. Élie Chouraqui)
- Le cinquième cavalier, 1980 (Piąty jeździec Apokalipsy)
- New-York brûle-t-il?, 2004 (Czy Nowy Jork płonie?)

### We współpracy zJavierem Moro
- Il était minuit cinq à Bhopal, 2001

## Odznaczenia
W 2008 roku podczas święta Republiki nagrodzony wysokim indyjskim odznaczeniem Padma Bhushan.